# Wesley Gordon
Wesley Gordon (Colorado Springs, 14 luglio 1994) è un cestista statunitense.

## Palmarès
- Coppa di Polonia: 1

Trefl Sopot: 2023